# Armenia en los Juegos Paralímpicos de Atlanta 1996
Armenia estuvo representada en los Juegos Paralímpicos de Atlanta 1996 por cinco deportistas masculinos. El equipo paralímpico armenio no obtuvo ninguna medalla en estos Juegos.